# Ismael Fernández
Ismael Fernández es un cantaor de flamenco nacido en Sevilla. Nacido y criado en el seno de una familia de gitanos flamencos de Triana, inició su carrera en el tablao El Cordobés de Barcelona y más adelante se presentó en otros escenarios españoles. Trabajó con figuras del género como María Pagés, Marina Heredia, La Farruca, Antonio Canales y Alejandro Granados, entre otros.
Formó el dúo Los Ricos junto con su pareja sentimental, la bailaora y coreógrafa Sonia Olla. Ambos se han presentado en recintos como el Joe's Pub, el Carnegie Hall, el Centro John F. Kennedy para las Artes Escénicas, Jazz at Lincoln Center y The Metropolitan Opera House, entre otros. También aportó su voz en las canciones «La isla bonita» (durante la gira Rebel Heart Tour de Madonna en 2015 y 2016) y «Lola Lola» (durante la gira All in de Ricky Martin en 2017), y participó en el homenaje a Alejandro Sanz durante los Premios Grammy Latinos en 2017.

## Primeros años
Fernández es originario del Distrito de Triana en Sevilla y forma parte de la tradicional Familia Fernández, muy reconocida en el mundo del flamenco. Empezó a cantar desde una temprana edad y a asistir a festivales de flamenco con su familia. Al respecto, manifestó: «Al final del espectáculo, siempre había un pequeño lugar para que yo cantara con ellos [...] Mantengo las tradiciones relacionadas con el arte del flamenco. Soy gitano y flamenco dentro y fuera del escenario».
Sus inicios como cantaor profesional se remontan al tablao El Cordobés en Barcelona y varios otros escenarios de la mano de su tío, el cantaor Curro Fernández. También destacó en escenarios de su natal Sevilla y de la ciudad de Granada, como el tablao El Albayzín y la cueva flamenca Los Tarantos.

## Carrera

### Inicios y década del 2000
Durante la década del 2000 cantó en la compañía de María Pagés, en obras como Canciones antes de una guerra, Autorretrato y Sevilla. Esta colaboración lo llevó a presentarse en escenarios ibéricos como el Gran Teatro del Liceo (Barcelona), el Teatro Real y el Teatro de la Zarzuela (Madrid) y el Teatro Lope de Vega (Sevilla), y en espacios internacionales como el Joyce Theatre de Nueva York, el Teatro de Sadler's Wells de Londres, el Bunkamura Orchard Hall de Tokio y el Teatro Esplanade de Singapur. Por esta época trabajó también con otras figuras de la escena como La Farruca, Marina Heredia, Alejandro Granados, El Mimbre y Antonio Canales.
Cantando al baile, en 2004 ganó el Concurso Nacional del Cante de Córdoba y fue finalista del Festival de Cante de La Unión. Acompañado de la familia Fernández, el mismo año participó en la Bienal de Flamenco en su natal Sevilla con el espectáculo Las cuatro generaciones en el Teatro de la Maestranza.

### Década del 2010
A comienzos de la década de 2010 continuó vinculado con la compañía de María Pagés participando en obras como Mirada, Dunas y Utopía, además de figurar en las compañías de Pablo Maldonado (Fuera de la realidad), Rafaela Carrasco (Vamos al tiroteo), Guadalupe Torres (De los rincones), Manuel Liñán (Tauro) y Olga Pericet (Untitled). Inició una relación sentimental con la coreógrafa y bailaora Sonia Olla, con quien formó la pareja artística Los Ricos. El dúo creó su primer espectáculo titulado Entretiempo, el cual fue presentado en escenarios de Madrid y Barcelona entre 2011 y 2012.
La pareja se trasladó a los Estados Unidos a comienzos de la década de 2010. Allí impartieron clases magistrales en escuelas de danza de Nueva York y establecieron su propio estudio en Manhattan para desarrollar proyectos relacionados con el flamenco. En 2014 se presentó en el escenario del Joe's Pub con la obra Tiempo al aire, seguido de Al son son Flamenco en el Centro de Artes Escénicas de Tribeca. En 2015 se vinculó a la gira mundial Rebel Heart Tour de la artista estadounidense Madonna, aportando su voz durante las interpretaciones de la canción «La isla bonita». De igual forma, se presentó en la fiesta de cumpleaños de la cantante en The Hamptons y participó de un encuentro artístico con ella el Día de Acción de Gracias en Barcelona.
El mismo año presentó junto con Sonia Olla la obra Por los caminos en el Teatro Fourteen Street de Nueva York con la presencia de la cantante paquistaní Arooj Aftab. En su reseña para el diario The New York Times, Brian Seibert manifestó que «los estilos y melodías [del dúo] se superponen en un amigable contrapunto» y definió la relación de ambos en el escenario como «creíblemente amorosa». En 2016 se presentó como parte de Los Ricos en el Carnegie Hall con Will Calhoun y el grupo de tango Rascasuelos, y participó en el Festival Ay! Más Flamenco y el Festival de Flamenco de Chicago con la obra El Tablao Sevilla.
En 2017 fue llamado por el ingeniero y productor musical Rafa Sardina para participar en un tributo al músico español Alejandro Sanz durante la ceremonia de los Premios Grammy Latinos en Las Vegas. En la presentación estuvo acompañado por otros artistas como Anitta, Siudy Garrido, Nacho Arimany, Diego «El Negro» Álvarez, Jesús Montoya, Manuel Medrano, Alejandro Fernández, Juan Luis Guerra, David Bisbal y Niña Pastori, entre otros. El mismo año se vinculó a la gira mundial All In de Ricky Martin, aportando su voz en la sección flamenca y canción «Lola Lola». También en 2017 realizó una gira asiática como parte de Los Ricos presentando la obra Gypsy Jazz Flamenco con artistas como Chano Domínguez y Yerai Cortés, entre otros, e hizo parte del Festival de Flamenco de Nueva York con su álbum Trato. Entre 2018 y 2019 participó con Olla en la residencia CUNY Dance Iniciative de la Universidad Municipal de Nueva York, donde estrenó la obra Ella. También en 2019 figuró en varios eventos con el dúo como el Festival Internacional de Danza de La Habana o el Festival de Flamenco de Edmonton.

### Actualidad y otros proyectos
A comienzos de la década del 2020 se vinculó como maestro de flamenco con instituciones como el Berklee College of Music, el Instituto Nacional de Flamenco de Albuquerque y la Universidad de Hartford, entre otras. Otros eventos destacados en los que ha participado en dicha década incluyen Entwined: Love's Magician (Washington, 2023), Ainadamar (The Metropolitan Opera House de Nueva York, 2024) y Tres Aguas (Jazz en el Lincoln Center de Nueva York, 2025).
Actualmente administra junto con su pareja el espacio creativo The House of Flamenco en la ciudad de Nueva York, el cual funciona como un centro de formación, creación y difusión del flamenco.
Su hijo Ismael de la Rosa González, conocido en el ámbito artístico como «El Bola», también es un cantaor profesional.

## Discografía
Fernández ha aportado su voz en las siguientes grabaciones:
- Albaycín de Ricardo López (1999)
- Vengo de Antonio Canales (2000)
- Almanjayar de Pablo Maldonado (2004)
- Cardamom del Grupo Remedios (2007)
- Fuera de la realidad de Pablo Maldonado (2011)
- Yelsy Heredia & Lebrija Son de Yelsy Heredia (2012)
- Origins de Alex Conde (2018)
- Chakatumb de Javier Katumba (2018)
- Red Suitcase de Yosmel Montejo (2020)
- Di mi nombre de Arooj Aftab (2022)
- Mis pies son mi voz de Siudy Garrido (2022)
- Moros y cristianos de Gonzalo Grau (2023)
- Olivia de Olivia Pérez (2023)